# 瓜亞伊維 (巴拉圭)

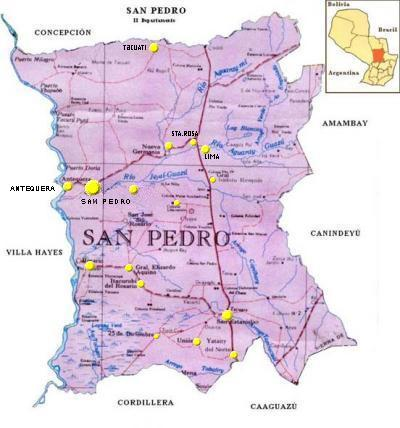

瓜亞伊維（西班牙語：Guayaibí），是巴拉圭的城鎮，位於該國中部，由聖佩德羅省負責管轄，距離亞松森175公里，始建於1992年9月10日，面積3,037平方公里，海拔高度283米，2002年人口31,359。